# 繆阮彤
繆阮彤（1995年5月21日—），中國男子排球運動員，亦為中國國家男子排球隊成員，身高2.05米，司職副攻，現時效力於河北男排。

## 运动生涯
2011年，繆阮彤才正式開始接觸排球。2013年全運會以後，繆阮彤成為湖北男排一隊的隊員。 2016年正式成為中國國家男子排球隊隊員。